# Gerasim Dmitrievič Pileš
Gerasim Dmitrievič Pileš, vero cognome Charlamp'ev (in russo Герасим Дмитриевич Пилеш, Харлампьев?; Bol'šie Toktaši, 2 febbraio 1913 – Čeboksary, 14 novembre 1994), è stato un pittore, scultore e scrittore russo di etnia ciuvascia; fu membro dell'Unione degli scrittori dell'Unione Sovietica dal 1939..

## Opere
Lo scrittore ha pubblicato 25 libri. In ciuvascio:
- «Ilemlĕ ir» («una bella giornata»),
- «Juratu vilĕmsĕr» («L'Amore è immortale»),
- «Jăltăr çălkuç» («Primavera solare»),
- «Tărnasen tašši» («La danza della Gru»),
- «Pĕčĕk çeç jumahsem» («Piccoli racconti»),
- «Irtnĕ çulsenče» («L'estate scorsa»),
- «Ytarajmi çĕršyvra» («l'amore a parte»),
- «Vărman jurri» («Canti della Foresta»),

in russo -
- «Piccioni» (Kăvakarčănsem),
- «L'Alveare» (Utarta).